# La Paila (Valle del Cauca)
La Paila es un centro poblado del departamento colombiano del Valle del Cauca, bajo jurisdicción del municipio de Zarzal. Además, de los ingenios azucareros, también es un sitio para hacer ecoturismo.

## Economía
La población se caracteriza por su gran empuje comercial, ya que existen en este centro poblado una gran cantidad de almacenes de ventas de productos de primera necesidad, tiene una plaza de mercado, la cual sirve de abastecimiento para varios municipios de sus vecinos.
El municipio cuenta con el ingenio azucarero Riopaila Castilla y la fábrica de dulces Colombina S.A.
Estas dos fábricas además de su importancia en el país son fundamentales para el desarrollo económico, ya que en esta trabajan un gran porcentaje de personas que habitan el centro poblado.